# 299792 Celeritas
299792 Celeritas este o planetă minoră (asteroid) din centura de asteroizi. A fost descoperită pe 18 septembrie 2006 la Observatorul Național Kitt Peak de Spacewatch. 
Obiectul prezintă o orbită caracterizată de o semiaxă mare de 2,9573801615565 UAi, o excentricitate de 0,0099396224953568, o înclinație de 1,832686288247 ° în raport cu ecliptica.